# Michel Rossetti
 (août 2022).
Si vous disposez d'ouvrages ou d'articles de référence ou si vous connaissez des sites web de qualité traitant du thème abordé ici, merci de compléter l'article en donnant les références utiles à sa vérifiabilité et en les liant à la section « Notes et références ».
Michel Rossetti, né à Genève en 1937, est une personnalité politique genevoise, ancien membre du Parti libéral-radical.

## Biographie
Il est avocat de profession.

## Parcours politique
La carrière politique de Michel Rossetti commence en 1979, lorsqu'il accède au conseil municipal de la ville de Genève. Il préside le conseil municipal de 1986 à 1987.
Membre du Parti radical-démocratique, il est élu au Grand conseil genevois en 1989.
En 1990, il est élu Conseiller administratif (Genève) de la ville de Genève à la suite du départ de Guy-Olivier Segond, élu au conseil d'État genevois en novembre 1989. Il prend la direction du département des Affaires sociales, des Écoles et de l'Environnement. Il est réélu en 1991 puis en 1995. De plus, il est maire de Genève à deux reprises; en 1993-1994 et 1997-1998. 